# Danh sách đĩa nhạc của iKON
Danh sách đĩa nhạc của nhóm nhạc nam Hàn Quốc iKON gồm 1 album phòng thu, 7 đĩa đơn và 7 MV ca nhạc.

## Album

### Album phòng thu
| Tên                                                                    | Chi tiết                                                                                            | Thứ hạng cao nhất | Thứ hạng cao nhất | Thứ hạng cao nhất | Thứ hạng cao nhất | Thứ hạng cao nhất | Doanh số                   |
| Tên                                                                    | Chi tiết                                                                                            | HQ                | NB                | ĐL                | Mỹ Heat           | Mỹ World          | Doanh số                   |
| ---------------------------------------------------------------------- | --------------------------------------------------------------------------------------------------- | ----------------- | ----------------- | ----------------- | ----------------- | ----------------- | -------------------------- |
| Welcome Back                                                           | - Phát hành: 1 tháng 10 năm 2015 (Half Album) - Hãng đĩa: YG Entertainment - Định dạng: CD, Tải về  | 1                 | 26                | 1                 | —                 | 3                 | - HQ: 176,451 - NB: 99,570 |
| Welcome Back                                                           | - Phát hành: 24 tháng 12 năm 2015 (Full Album) - Hãng đĩa: YG Entertainment - Định dạng: CD, Tải về | 1                 | 3                 | 1                 | 23                | 2                 | - HQ: 176,451 - NB: 99,570 |
| "—" chỉ ra các đĩa không xếp hạng hoặc không phát hành tại khu vực đó. | |                   |                   |                   |                   |                   |                            |

### Album trực tiếp
| Tên                                                 | Chi tiết                                                                     | Thứ hạng cao nhất | Thứ hạng cao nhất | Thứ hạng cao nhất | Doanh số              |
| Tên                                                 | Chi tiết                                                                     | HQ                | NB                | ĐL                | Doanh số              |
| --------------------------------------------------- | ---------------------------------------------------------------------------- | ----------------- | ----------------- | ----------------- | --------------------- |
| 2016 iKON - iKONcert Showtime Tour in Seoul Live CD | - Phát hành: 4 tháng 5 năm 2016 - Hãng đĩa: YG Entertainment - Định dạng: CD | 3                 | 104               | 2                 | - HQ: 8,772 - NB: 937 |

### Album video
| Tên                                             | Chi tiết                                                                                      | Thứ hạng cao nhất   | Doanh số     |
| Tên                                             | Chi tiết                                                                                      | NB                  | Doanh số     |
| ----------------------------------------------- | --------------------------------------------------------------------------------------------- | ------------------- | ------------ |
| 2016 iKon Season's Greetings                    | - Phát hành: 23 tháng 12 năm 2016 (Nhật) - Hãng đĩa: YG Entertainment - Định dạng: DVD        | 25                  | - NB: 2,416  |
| 2015-2016 iKoncert 'Showtime' in Seoul Live DVD | - Phát hành: 21 tháng 6 năm 2016 - Hãng đĩa: YG Entertainment - Định dạng: DVD                | —                   |              |
| iKONcert 2016 Showtime Tour in Japan            | - Phát hành: 22 tháng 6 năm 2016 (JPN) - Hãng đĩa: YG Entertainment - Định dạng: DVD, Blu-ray | 3 (DVD) 3 (Blu-ray) | - NB: 12,779 |
| Kony's Summertime                               | - Phát hành: 3 tháng 8 năm 2016(JPN) - Hãng đĩa: YG Entertainment, YGEX - Định dạng: DVD      | 2                   | - NB: 4,655  |

## Đĩa đơn
| Năm                                                                    | Tên                                 | Thứ hạng cao nhất | Thứ hạng cao nhất | Thứ hạng cao nhất | Thứ hạng cao nhất | Doanh số                               | Album             |
| Năm                                                                    | Tên                                 | HQ                | NB                | NB                | Mỹ World          | Doanh số                               | Album             |
| Năm                                                                    | Tên                                 | HQ                | Oricon            | Billboard         | Mỹ World          | Doanh số                               | Album             |
| Tiếng Hàn                                                              | Tiếng Hàn                           | Tiếng Hàn         | Tiếng Hàn         | Tiếng Hàn         | Tiếng Hàn         | Tiếng Hàn                              | Tiếng Hàn         |
| ---------------------------------------------------------------------- | ----------------------------------- | ----------------- | ----------------- | ----------------- | ----------------- | -------------------------------------- | ----------------- |
| 2013                                                                   | "Just Another Boy" (Team B)         | 44                | —                 | —                 | —                 | - HQ: 42,756                           | WIN: Final Battle |
| 2013                                                                   | "Climax" (Team B)                   | 17                | —                 | —                 | —                 | - HQ: 92,827                           | WIN: Final Battle |
| 2014                                                                   | "기다려 (Wait for Me)" (Team B)     | 32                | —                 | —                 | —                 | - HQ: 79,003                           | WIN: Final Battle |
| 2014                                                                   | "Long Time No See" (Team B)         | —                 | —                 | —                 | —                 | —                                      | WIN: Final Battle |
| 2014                                                                   | "Sinosijak" (Team B)                | —                 | —                 | —                 | —                 | —                                      | WIN: Final Battle |
| 2015                                                                   | "취향저격 (My Type)"                | 1                 | —                 | —                 | 3                 | - HQ: 1,613,711                        | Welcome Back      |
| 2015                                                                   | "리듬 타 (Rhythm Ta)"               | 5                 | —                 | —                 | 11                | - HQ: 814,377                          | Welcome Back      |
| 2015                                                                   | "Airplane"                          | 7                 | —                 | —                 | 21                | - HQ: 383,068                          | Welcome Back      |
| 2015                                                                   | "이리오너라 (Anthem)" (B.I & Bobby) | 6                 | —                 | —                 | 4                 | - HQ: 202,061                          | Welcome Back      |
| 2015                                                                   | "지못미 (Apology)"                  | 1                 | —                 | —                 | 3                 | - HQ: 600,068                          | Welcome Back      |
| 2015                                                                   | "왜 또 (What's Wrong?)"             | 12                | —                 | —                 | 14                | - HQ: 184,477                          | Welcome Back      |
| 2015                                                                   | "덤앤더머 (Dumb & Dumber)"          | 4                 | —                 | —                 | 7                 | - HQ: 444,032                          | Welcome Back      |
| 2016                                                                   | "오늘 모해 (#WYD)"                  | 3                 | —                 | —                 | 6                 | - HQ: 361,056                          | Non-Album Single  |
| Tiếng Nhật                                                             |                                     |                   |                   |                   |                   |                                        |                   |
| 2016                                                                   | "Dumb & Dumber"                     | —                 | 1                 | 1                 | —                 | - NB: 114,653 (physical format) (Gold) | DUMB & DUMBER     |
| "—" chỉ ra các đĩa không xếp hạng hoặc không phát hành tại khu vực đó. |                                     |                   |                   |                   |                   |                                        |                   |

## Các bài hát khác
| Năm  | Tên                                                      | Thứ hạng cao nhất | Thứ hạng cao nhất | Doanh số      | Album                             |
| Năm  | Tên                                                      | HQ                | Mỹ World          | Doanh số      | Album                             |
| ---- | -------------------------------------------------------- | ----------------- | ----------------- | ------------- | --------------------------------- |
| 2015 | "오늘따라 (Today)"                                       | 11                | —                 | - HQ: 148,762 | Welcome Back                      |
| 2015 | "Welcome Back"                                           | 13                | —                 | - HQ: 107,320 | Welcome Back                      |
| 2015 | "솔직하게 (M.U.P)"                                       | 15                | —                 | - HQ: 99,470  | Welcome Back                      |
| 2015 | "I Miss You So Bad" (아니라고)                           | 7                 | 17                | - HQ: 193,944 | Welcome Back                      |
| 2015 | "Rhythm Ta Remix" (Rock Ver.)                            | 157               | —                 | - HQ: 12,788  | Welcome Back                      |
| 2016 | "사랑인걸 (It's Love)" (Bobby, Koo Junhoe, Kim DongHyuk) | 20                | —                 | - HQ: 63,399  | Two Yoo Project- Sugarman Part 14 |

## Video âm nhạc
| Năm        | Tên                        | Đạo diễn   |
| Tiếng Hàn  | Tiếng Hàn                  | Tiếng Hàn  |
| ---------- | -------------------------- | ---------- |
| 2015       | "취향저격 (My Type)"       | Sa Min Han |
| 2015       | "리듬 타 (Rhythm Ta)"      | —          |
| 2015       | "Airplane"                 | —          |
| 2015       | "이리오너라 (Anthem)"      | —          |
| 2015       | "지못미 (Apology)"         | Sa Min Han |
| 2015       | "왜 또 (What's Wrong?)"    | Sa Min Han |
| 2015       | "덤앤더머 (Dumb & Dumber)" | —          |
| 2016       | "오늘 모해 (#WYD)"         | Sa Min Han |
| 2017       | Bling Bling                |            |
| 2017       | 벌떼 (B-Day)               |            |
| Tiếng Nhật |                            |            |
| 2016       | "Rhythm Ta"                | —          |
| 2016       | "Apology"                  | —          |
| 2016       | "What's Wrong?"            | —          |
| 2016       | "Dumb & Dumber"            | —          |
| 2016       | "Anthem (Remix)"           | —          |
| 2016       | "Sinosijak (Remix)"        | —          |
| 2016       | "#WYD"                     | —          |